# 1796
1796 (MDCCXCVI) a fost un an bisect al calendarului gregorian, care a început într-o zi de joi.

## Evenimente

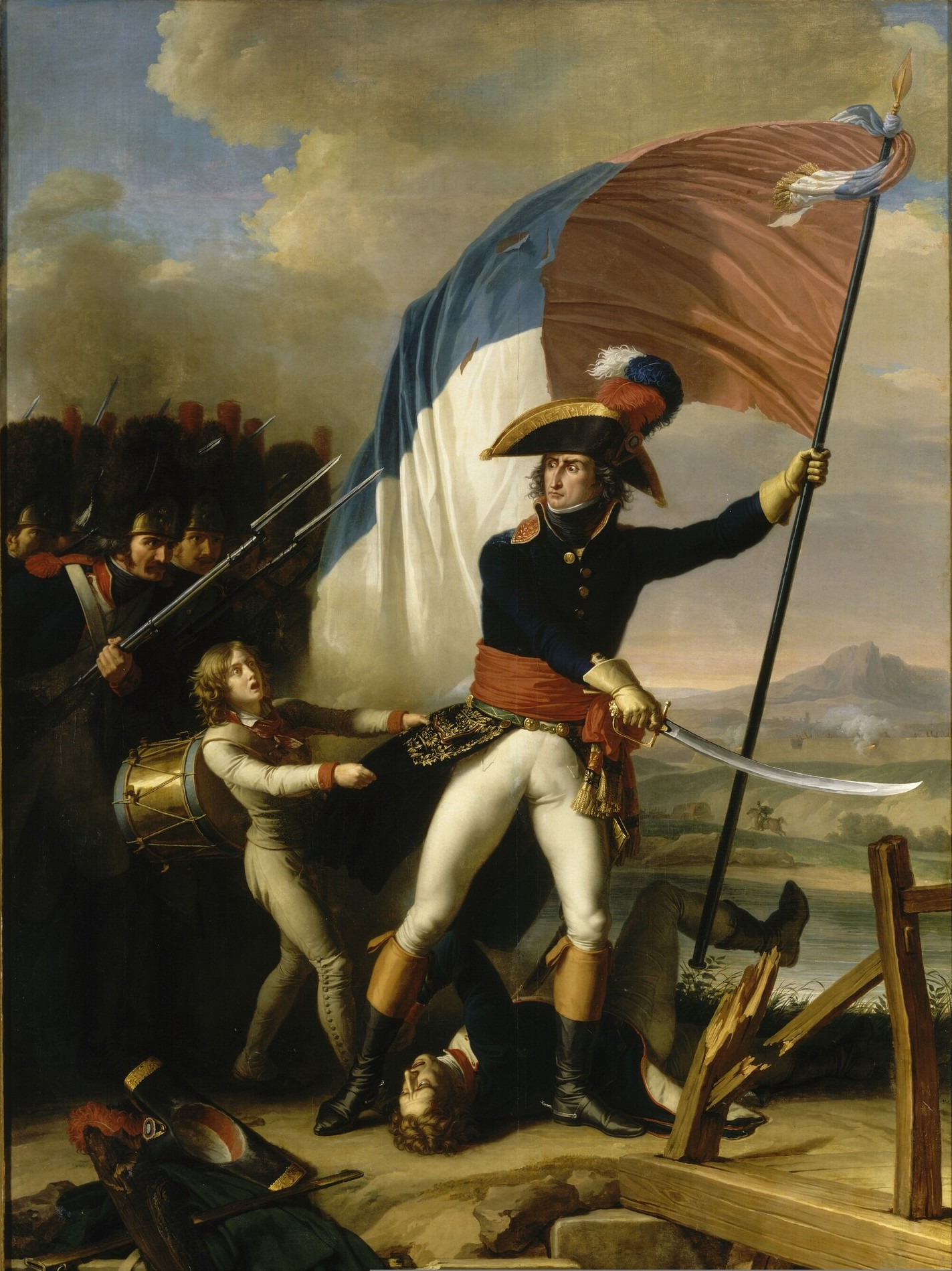
15 nov: Bătălia de la podul Arcole

### Februarie
- 8 februarie: S-a înființat un Consulat general francez la București.

### Martie
- 9 martie: Napoleon Bonaparte se căsătorește cu Josephine de Beauharnais, văduva unui ofițer francez executat.

### Mai
- 14 mai: Doctorul englez Edward Jenner a administrat primul vaccin contra variolei.

### Iunie
- 1 iunie: Tennessee devine cel de-al 16-lea stat al SUA.

### Iulie
- 5 iulie: Britanicii ocupă Insula Elba.

### August
- 17 august: Începe a doua domnie a lui Alexandru Ipsilanti în Țara Românească (1796-1797).

### Noiembrie
- 15-17 noiembrie: Bătălia de la Arcole. Forțele franceze înving trupele austriece în Italia.

## Arte, științe, literatură și filozofie
- La Timișoara se interpretează Flautul fermecat, de Wolfgang Amadeus Mozart, la un an după premiera din Viena.

## Nașteri
- 30 aprilie: Adolphe Crémieux, avocat și politician francez de origine evreiască (d. 1880)
- 1 iunie: Nicolas Léonard Sadi Carnot, fizician francez (d. 1832)
- 6 iulie: Țarul Nicolae I al Rusiei (d. 1855)
- 16 iulie: Jean-Baptiste Camille Corot, pictor francez (d. 1875)
- 24 noiembrie: Stephan Ludwig Roth, pastor luteran sas din Transilvania, participant la Revoluția de la 1848 (d. 1849)

### Nedatate
- 1796 sau 1798: Anton Pann (n. Antonie Pantoleon-Petroveanu), muzician, scriitor și folclorist român (d. 1854)
- Alexandru D. Ghica, domnitor al Țării Românești (d. 1862)

## Decese
- 9 aprilie: Frederic Albert, Prinț de Anhalt-Bernburg, 60 ani (n. 1735)
- 6 noiembrie: Ecaterina a II-a a Rusiei (n. Sophie Friederike Auguste von Anhalt-Zerbst), 67 ani (n. 1729)
- 8 decembrie: Piotr Rumianțev-Zadunaiski, 71 ani, feldmareșal rus (n. 1725)

### Nedatate
- Dimitrie Eustatievici, 65 ani, autorul primei gramatici românești (n. 1730)
- Johann Samuel Keßler, 24 ani, poet sas (n. 1771)